# HMS Prince of Wales (53)
«Принц Уельський» (англ. HMS Prince of Wales (53) — військовий корабель, британський лінійний корабель типу «Кінг Джордж V». Брав активну, але дуже нетривалу участь у морських боях Другої світової війни.
Лінкор «Принц Уельський» був закладений 1 січня 1937 року на верфі компанії Cammell Laird у Беркенгеді, 3 травня 1939 року спущений на воду, а 19 січня 1941 року введений до складу Королівського військово-морського флоту Великої Британії.
Корабель, попри надзвичайно коротку кар'єру, мав багату бойову історію, вперше вступивши в бій у серпні 1940 року, перебуваючи на стадії будівництва у своєму сухому доці, коли його атакувала німецька авіація і пошкодила лінкор. За одинадцять місяців служби «Принц Уельський» взяв участь у кількох ключових битвах Другої світової війни, в тому числі у травневій битві 1941 року в Данській протоці. 24 травня 1941 року разом із лінійним крейсером «Худ» він вступив у бій з німецьким лінкором «Бісмарк» та важким крейсером «Принц Ойген». Хоча німецькі кораблі потопили «Худ» та добилися 12 влучень у «Принц Уельський», останній зміг пошкодити «Бісмарк», змусивши того відмовитися від рейдової місії і повернутися в порт для ремонту. Пізніше «Принц Уельський» супроводжував один з мальтійських конвоїв у Середземному морі, під час якого був атакований італійською авіацією. У своїй останній операції він намагався перехопити японські військові конвої біля узбережжя Малайї у складі З'єднання Z, коли 10 грудня 1941 року, через два дні після нападу на Перл-Гарбор, був атакований японською палубною авіацією.
Лінкор був потоплений разом з лінійним крейсером «Ріпалс», унаслідок атаки 85 бомбардувальників Mitsubishi G3M і G4M морської авіації ВМС Японії. «Принц Уельський» і «Ріпулс» стали першими капітальними кораблями, які були потоплені виключно за допомогою авіації у відкритому морі, що стало передвісником зменшення ролі цього класу кораблів у морській війні. Уламки «Принца Уельського» лежать догори дном на глибині 223 футів (68 м) біля острова Куантан у Південно-Китайському морі.
У 21 столітті його уламки були незаконно підняті на поверхню торговцями металобрухтом.

## Загальні характеристики
«Принц Уельський» — другий корабель у серії типу «Кінг Джордж V». Лінкор мав максимальну довжину корпусу 227,1 м (по ватерлінії — 225,6 м) і максимальну ширину 31,4 м та глибину осадки 10,5 м. Стандартна водотоннажність становила 36 727 т і повна — 43 786 т при максимальному навантаженні.
Головна енергетична установка складалася з чотирьох комплектів парових турбін «Парсонс», кожна з яких приводила в дію вал, використовуючи пару від 8 котлів Admiralty. Тиск у котлах становив 28,92 кгс/см² (28 атм.), а температура 370 °C. Турбіни обертали чотири гвинти, діаметром 4,42 м кожен. Частота обертання кожної турбіни становила 2257 об/хв, гвинтів — 236. Енергетична установка мала блочно-ешелонне компонування. Чотири блоки механізмів, по одному на кожен вал, були повністю ізольовані один від одного. Кожен блок мав окрему систему подачі палива, води та масла.
Силова установка в нормальному режимі роботи мала потужність 100 000 к.с. (75 000 кВт). Однак вона могла працювати у форсованому режимі, досягаючи потужності 110 000 к.с. (82000 кВт). Її характеристики дозволяли кораблю розвивати швидкість28,3 вузли (52,4 км/год). Корабель мав дальність ходу 15 600 морських миль (28 900 км) при крейсерській швидкості 10 вузлів (18,8 км/год).
Електроенергію для корабельних потреб виробляли 6 турбогенераторів, які отримували пар від головної енергетичної установки. Потужність кожного генератора становила 330 кВт. Подача електроенергії здійснювалася по двох кільцевих магістралях. Для екстрених ситуацій призначалися два аварійні дизель-генератори з потужністю по 330 кВт.
На момент введення до строю у 1941 році його екіпаж налічував 1521 офіцер і матрос.

### Захист
Броньовий пояс розміщувався ззовні обшивки і мав довжину 126,5 м, що дозволяло повністю прикривати артилерійські льохи та машинне відділення. Висота поясу становила 7,16 м і, при нормальній водотоннажності, він ішов під воду на 3,66 м. Пояс формували три ряди плит, які дуже жорстко скріплялися шипами та пазами. Товщина поясу коливалася від 381 мм в районі погребів до 356 мм в районі машинних відділень. Плити нижнього ряду клиноподібно тоншали до 140 і 114 мм відповідно. Пояс замикався траверзами, товщина яких варіювалася від 254 до 305 мм над броньованою палубою і до 51 мм під нею. Загалом бронею було прикрито 70 % довжини корабля.
Головна броньована палуба накладалася на верхній край поясу і закривала весь простір цитаделі. Вона мала товщину від 127 мм над машинним відділенням і до 152 мм над артилерійськими погребами. За межами цитаделі, на рівні з'єднання середнього і нижнього ряду поясних плит, розташовувалась нижня броньована палуба, яка мала товщину від 64 до 127 мм в носі та 114 мм в кормі.
Броньовані плити на артилерійських баштах головного калібру розташовувалися під прямим кутом. Вертикальна лобова плита мала товщину 324 мм, бічні плити — 174—224 мм, задня —174 мм. Дах захищала плита товщиною 149 мм. Бронювання баштових барбетів було диференційованим і коливалося від 280 мм на тильних ділянках, до 343 мм на найбільш загрозливих, бічних. Бойова рубка мала бронювання від 51 до 114 мм.
Підводний захист лінкора був побудований за принципом «сендвіча» і за розрахунками проектувальників, міг витримати підводний вибух потужністю 454 кг тротилу. Його загальна глибина становила 4,11 м на міделі, 4 м в районі носових башт головного калібру і 3 м в районі кормової башти.

### Озброєння

#### Артилерія головного калібру

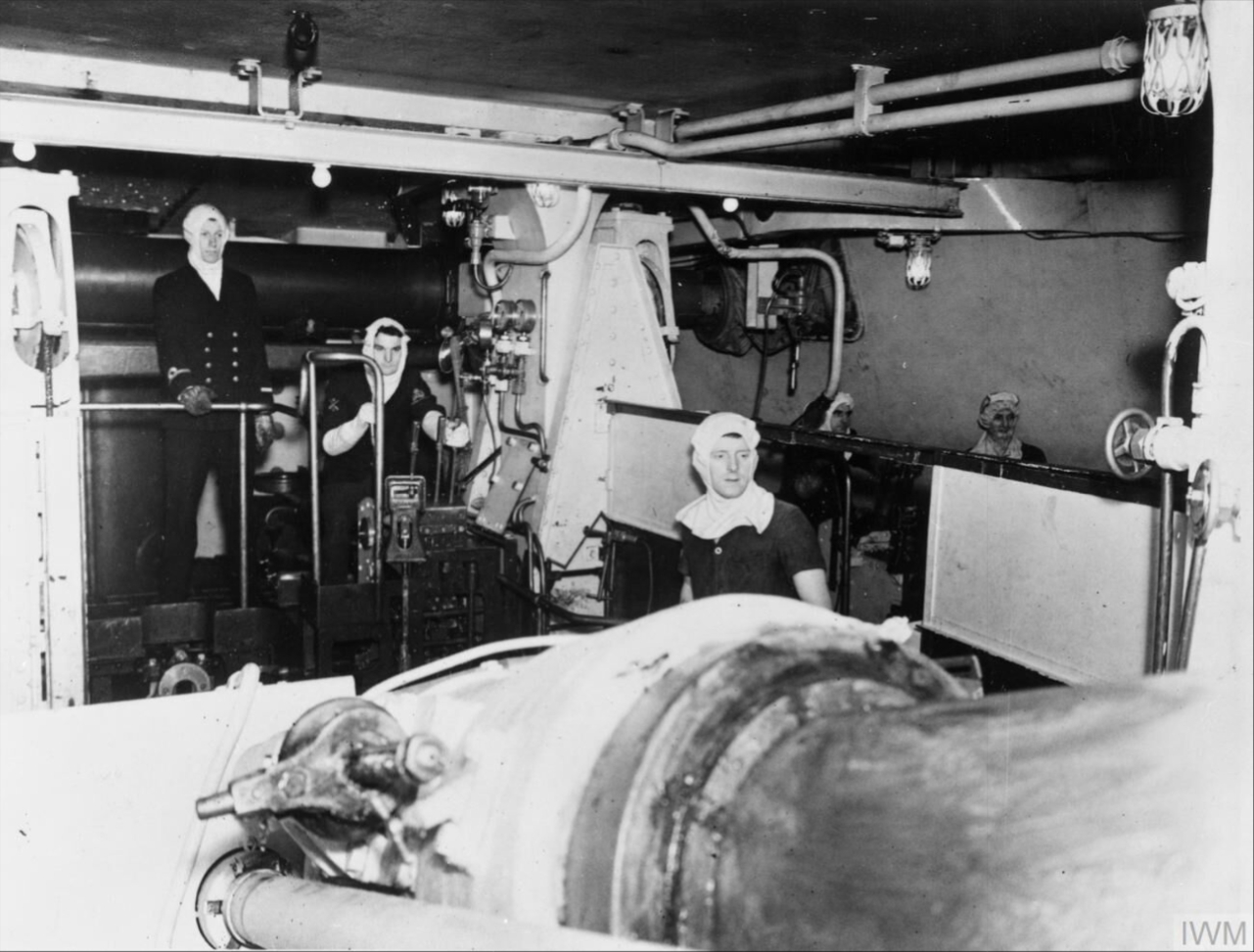
В середині однієї із башт головного калібру

На лінкорі були встановлені десять 356-мм гармат Mark VII, кожна з яких важила 89 тонн. Ствол гармати був розрахований на 340 пострілів повним зарядом. Технічна скорострільність становила 2 постріли на хвилину, фактична — 1,5. Стандартний боєзапас нараховував по 80 снарядів на гармату, максимальний — по 100.
Артилерія головного калібру розміщувалася у двох чотирьохгарматних баштах типу Mark III та одній двогарматній типу Mark II. Дві башти розташовувалися у передній частині корабля (Mk III і Mk II) та одна — у кормовій (Mk III). Їх конструкція давала можливість підносити гармати на 40 °, що забезпечувало дальність стрільби 35259 м. Піднесення гармат відбувалося зі швидкістю два градуси на секунду. Керування баштами здійснювалося за допомогою гідравлічних приводів, які забезпечували швидкість обертання вісім градусів на секунду. Кут повороту башти А становив 286 °, башт В та Y — по 276 °. Кожна башта типу Mk III, без урахування гармат, важила 1582 т, башта Mk II мала вагу 915 т.
Система керування вогнем складалася із двох командно-далекомірних постів, оснащених оптичними 15-футовими далекомірами (база 4.57 м). Для визначення відстані також використовувалися баштові далекоміри — 12,5-метрові в Mk III та 9-метровий в Mk II. Отримані дані оброблялися аналоговими комп'ютерами Mk IX. СКВ дозволяла добиватися при хороших погодних умовах 5-7 % влучань на відстані 6-8 миль.

#### Універсальна артилерія

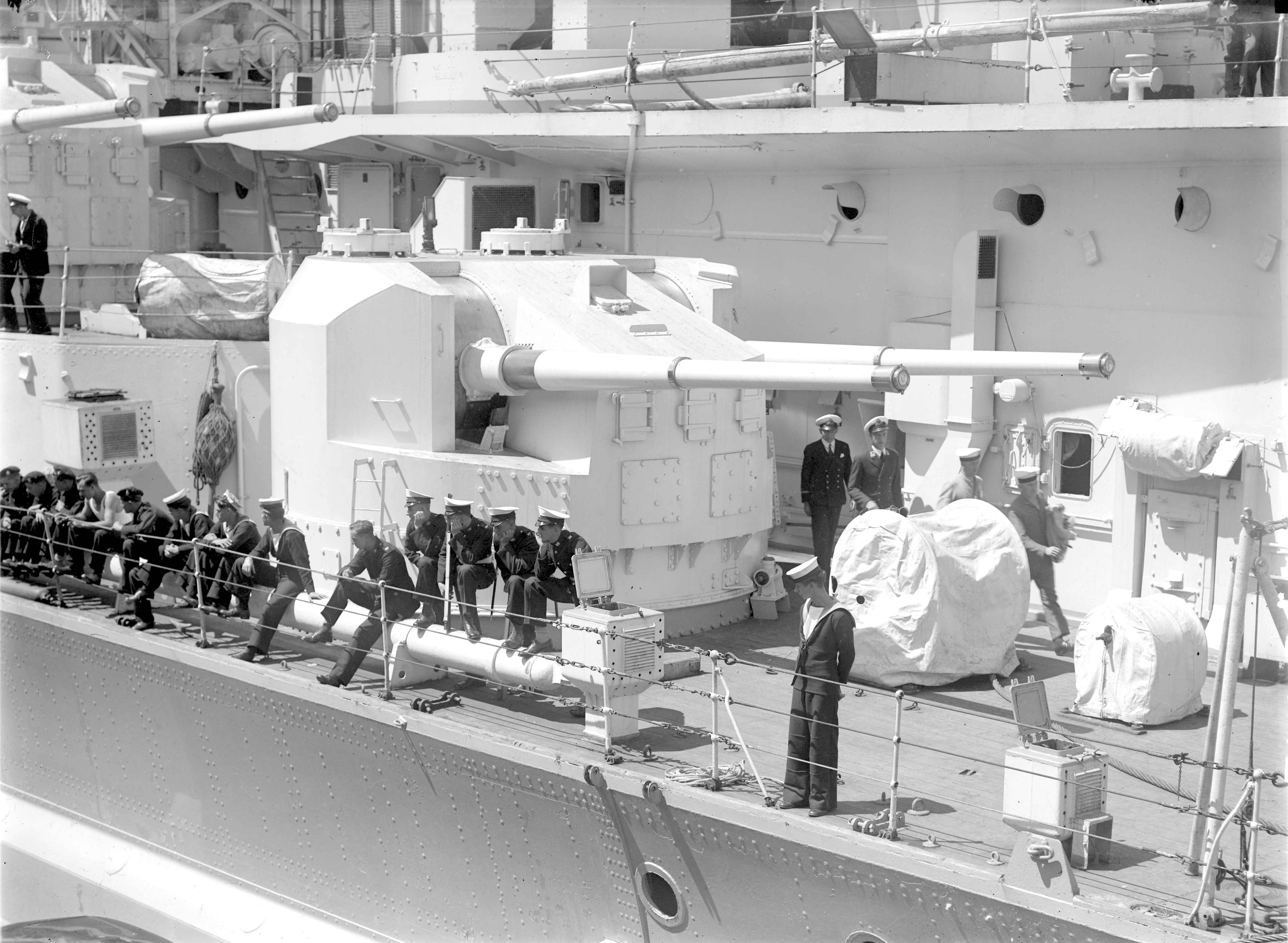
133-мм гармати Mark I

Універсальна артилерія «Принца Уельського» складалася із шістнадцяти 133-мм гармат Mark I, які могли одночасно вести вогонь по морських і повітряних цілях. Зазвичай використовувалися два типи боєприпасів: бронебійні та фугасні, кожен із них важив 36,3 кг. Початкова швидкість польоту снаряда становила 792 м/с. Боєзапас формувався із розрахунку 400 снарядів на одну гармату. Mk I могли вести вогонь по морських цілях на відстані до 22 км, а по повітряних — на висоті до 14,9 км. Через значну вагу снаряда та роздільний спосіб заряджання гармати мали низьку скорострільність — 7-8 пострілів на хвилину. Управління вогнем здійснювалося з чотирьох контрольно-далекомірних пунктів, оснащених системами HACS Mk V.
Артилерія розміщувалася у восьми спарених баштах, кожна з яких важила 78,7 т. Вони дозволяли змінювати кут піднесення гармат від −5 до 70 ° та повертати їх у діапазоні 160 °, при цьому швидкість піднесення становила 10 °/с, повороту — 20°/с. Башти розміщувалися у два яруси, що дозволяло їм концентрувати вогонь у будь-якому напрямку.

#### Легка зенітна артилерія

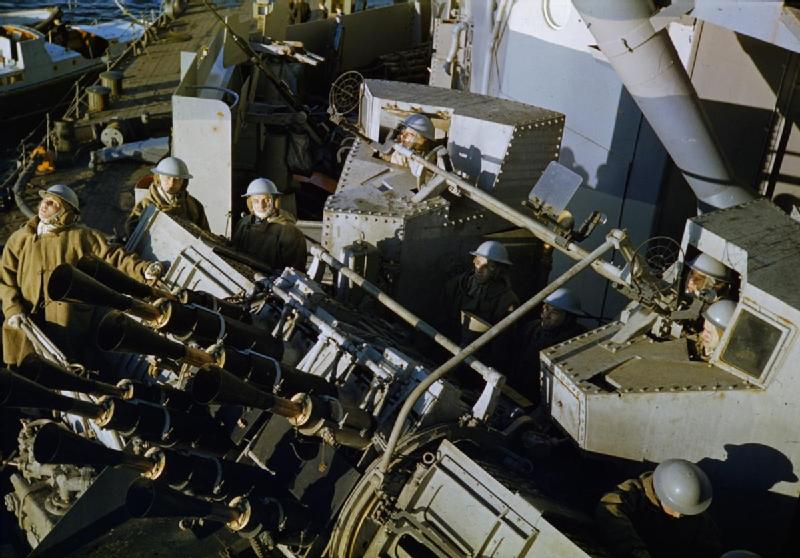
Зенітна установка «Пом-пом»

Ближня протиповітряна оборона спочатку складалася із 40-мм автоматичних гармат QF 2, які за характерний звук при стрільбі дістали назву «Пом-пом». Кожна гармата мала технічну скорострільність 115 пострілів за хвилину, але на практиці темп стрільби становив 96-98 пос/хв. QF 2 могли вести вогонь на відстані до 6,2 км. Гармати розміщувалися у восьми восьмиствольних установках Mark VI, кожна з яких важила 16 тонн. Кут піднесення гармат становив 80 °. У 1941 році «Кінг Джордж V» отримав зенітну установку Mk VII з чотирма гарматами «Пом-пом». Вона були легші за Mk VI — 10,8 т і змінювали кут піднесення зі швидкістю 25 градусів на секунду.
Керування вогнем здійснювалося із командно-далекомірних пунктів Mark IV. Їх персонал за допомогою гіроскопів та оптичних далекомірів визначав швидкість повітряної цілі, її напрямок руху та швидкість. Отримана інформація оброблялася електромеханічним комп'ютером і використовувалася для внесення поправок при веденні вогню. Слід відзначити, що «Кінг Джордж V» став першим у світі кораблем, на якому застосували гіроскопічні пристрої для вимірювання швидкості літаків.

#### Авіаційне озброєння

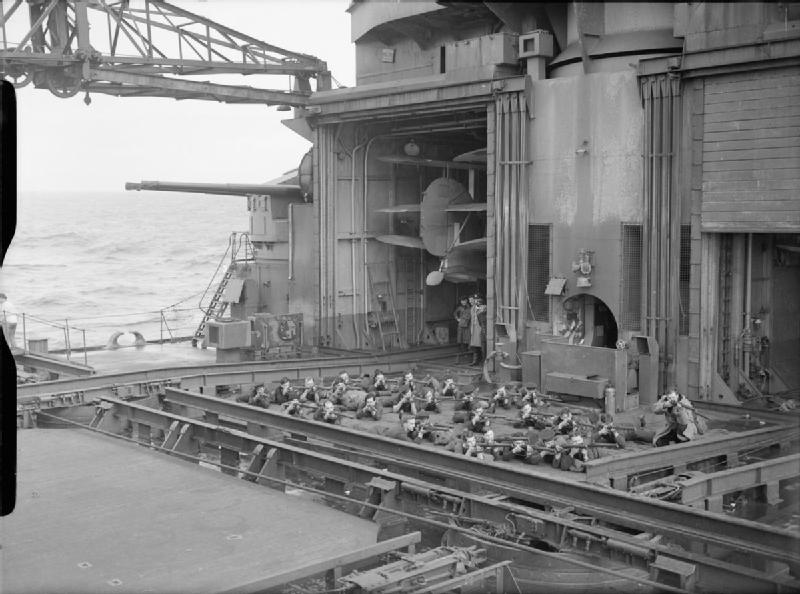
Авіаційний ангар

«Принц Уельський» мав поперечно розташовану катапульту D-IIIH, яка могла розігнати до злітної швидкості літак масою 5,5 тонн. В ролі бортової авіації використовувалися три біплани Walrus, які мали злітну вагу 3265 кг і дальність польоту 965 км. Вони не мали озброєння і використовувався для ведення розвідки та коректування артилерійського вогню..

### Радіоелектронне обладнання
«Принц Уельський» був оснащений радарами Type 279 і Type 284. Перший із них використовувався для спостереження за повітряною обстановкою і міг виявляти цілі на відстані до 175 км. Літаки, що рухалися на надмалій висоті (30 м), радар виявляв максимум за 15 км.
Type 284 — британське позначення американського радара для керування вогнем гармат головного калібру Mark 3. Він дозволяв коригувати вогонь по морських цілях на відстані до 18 км, орієнтуючись на сплески від снарядів.

## Бойовий досвід

### Бій у Данській протоці
22 травня 1941 року «Принц Уельський» (командир — кептен Дж. К.Ліч), крейсер «Худ» (командир — капітан Р.Керр) і шість есмінців отримали наказ зайняти позицію на південь від Ісландії і перехопити німецький лінкор «Бісмарк» (командир — капітан-цур-зее Е. Ліндеманн), якщо той спробує прорватися крізь ГІСК-прохід в Атлантику. Наступного дня британці отримали розвідувальне донесення, що «Бісмарк» у супроводі важкого крейсера «Принц Ойген» рухається на південний захід у Датській протоці. О 20:00 віцеадмірал Ланселот Голланд на своєму флагманському кораблі «Худ» віддав наказ розпочати рух на перехоплення кораблів противника зі швидкістю 27 вузлів (50 км/год), що він і робив більшу частину ночі. Його план битви передбачав, що «Принц Уельський» і «Худ» зосередяться на «Бісмарку», тоді як загін важких крейсерів контрадмірала У. Ф. Вейк-Волкера з «Норфолка» і «Саффолка» візьме на себе «Принца Ойгена». Однак обидва крейсери не були поінформовані про цей план через суворе радіомовчання. О 02:00 24 травня есмінці були відправлені на пошук німецьких кораблів на північ, а о 02:47 «Худ» і «Принц Уельський» збільшили швидкість до 28 вузлів (52 км/год) і дещо змінили курс, щоб отримати кращий кут перехоплення німецьких кораблів. Погода покращилася, видимість становила 10 миль (16 км), і о 05:10 екіпажі були на бойових постах.
О 05:37 надійшло повідомлення про контакт з противником, і курс було змінено на правий борт, зближуючи дистанцію. Жоден з кораблів не був у належному бойовому стані. «Худ», спроектований двадцять п'ять років тому, не мав належної палубної броні і намагався якомога швидше скоротити дистанцію, оскільки тоді він ставав дедалі менш вразливим до обстрілів з коротких дистанцій. У березні він завершив капітальний ремонт, а його екіпаж не пройшов належної перепідготовки. «Принц Уельський», маючи товстішу броню, був менш вразливий до 15-дюймових снарядів на відстанях понад 5 200 м, але його екіпаж також не був повністю підготовленим до ведення активних бойових дій. Британські кораблі востаннє змінили курс о 05:49, але зробили це надто близько (німецькі кораблі були лише на 30 градусів по правому борту), і їхні кормові башти ще не могли відкрити вогонь. Попереду йшов «Принц Овген», з «Бісмарком» на кормі, який виявив «Принца Уельського» і «Худа» трохи попереду балки, і обидва кораблі могли дати повний залп.
О 05:53, попри тому, що хвили ударяли прямо в ніс корабля, «Принц Уельський» відкрив вогонь по «Бісмарку» з відстані 24 200 м. Серед британців виникла певна плутанина щодо того, який корабель був «Бісмарком», і тридцять секунд тому «Худ» помилково відкрив вогонь по «Принц Ойгену», оскільки німецькі кораблі мали схожі профілі. Перший залп «Худа» влучив у ворожий корабель, але «Принц Ойген» менш ніж за три хвилини влучив у «Худ» 8-дюймовими снарядами. Перші постріли «Принца Уельського» — два залпи з трьох гармат з інтервалом у десять секунд — лягли з перельотом близько 900 метрів за ціль. Баштові далекоміри на «Принцу Уельському» не можна було використовувати через бризки над носовою частиною, і замість цього вогонь вівся з 15-футових (4,6 м) далекомірів на диспетчерській вежі.
Шостий, дев'ятий і тринадцятий залпи були ближчими до цілі і по «Бісмарку» було два влучення. Один снаряд пробив його носову частину, і німецький лінкор втратив 1000 тонн мазуту, в основному через забруднення солоною водою. Інший відразу не розірвався, а врізався в «Бісмарк» нижче бортового броньового поясу, де вибухнув і затопив машинне відділення допоміжної котельні та змусив зупинити два котли через повільний витік у котельні безпосередньо на кормі. Втрата палива та потужності котла були вирішальними факторами у рішенні «Бісмарка» повернутися в порт. У свою чергу гармата «А1» «Принца Уельського» припинила вогонь після першого залпу через дефект. До того ж, під час повороту заклинила башта «Y».
Обидва німецькі кораблі зосередили вогонь на «Худі» і знищили його залпами 8- і 15-дюймових снарядів. 8-дюймовий снаряд влучив у човнову палубу та попав у готовий службовий ящик для боєприпасів, і вогонь спалахнув високо над першою палубою надбудови. О 05:58 на дистанції 16 500 ярдів (15 100 м) командувач силами наказав повернути на 20 градусів ліворуч, щоб відкрити дистанцію та підвести повну батарею британських кораблів до «Бісмарка». Коли розпочався поворот, «Бісмарк» накрив «Худ» своїми третім і четвертим залпами з чотирьох гармат, і о 06:01 п'ятий залп влучив у лінійний крейсер, спричинивши потужніший вибух. Біля щогл «Худа» здійнялося полум'я, потім помаранчева вогняна куля та величезна хмара диму знищили корабель. На «Принцу Уельському» здавалося, що «Худ» розірвався у середині, й можна було побачити, як піднімаються ніс і корма, які потім швидко осідають. «Принц Уельський» зробив різкий поворот праворуч, щоб уникнути наїзду на уламки, і таким чином ще більше скоротив відстань між ним і німецькими кораблями. За чотири хвилини бою був потоплений найбільший лінійний крейсер у світі «Худ». Загинуло 1419 офіцерів і солдат. Лише троє чоловіків вижили.
«Принц Уельський» стріляв без вогню у відповідь, доки о 05:57 він не почав поворот ліворуч, коли «Принц Ойген» розпочав стрільбу по ньому. Після вибуху «Худа» о 06:01 німці відкрили інтенсивний і прицільний вогонь по «Принцу Уельському» з 15-дюймових, 8-дюймових і 5,9-дюймових гармат. Сильний удар був зазнаний нижче ватерлінії, коли британський лінкор маневрував крізь уламки затопленого «Худа». О 06:02 15-дюймовий снаряд влучив у правий борт платформи компаса та вбив більшість тамтешнього персоналу. Штурман був поранений, але капітан Джон Ліч не постраждав. Втрати були спричинені осколками балістичної кришки снаряда та матеріалом, який він вибив на своєму діагональному шляху через платформу компаса. 15-дюймовий снаряд пробив борт корабля нижче броньового поясу посередині корпусу, втім не вибухнув і зупинився в крильових відсіках по правому борту кормових котельнь. Снаряд було виявлено та знешкоджено, коли після битви корабель пришвартувався в Росайті.
О 06:05 капітан Ліч вирішив відступити з поля бою та поставив щільну димову завісу, щоб прикрити втечу «Принца Уельського». Потім Ліч повідомив по радіо в Норфолк, що «Худ» потоплено, і пішов, щоб приєднатися до «Саффолка», який йшов у 15-17 милях (24-27 км) позаду «Бісмарка». Британські кораблі продовжували переслідувати ворожі кораблі до 18:16, коли «Саффолк» помітив німецький лінкор на відстані 20 000 м. Тоді «Принц Уельський» відкрив вогонь по «Бісмарку» з граничній відстані 27 700 м. Усі 12 залпів промахнулися. 25 травня о 01:00 «Принц Уельський» знову встановив зв'язок з кораблем Крігсмаріне і відкрив вогонь із радіолокаційної відстані 18 000 м, після того, як спостерігачі доповіли, що постріли влучили в «Бісмарк», башта «А» «Принца Уельського» тимчасово заблокувалася, залишивши боєготовими лишень шість гармат головного калібру. Втративши «Бісмарка» через погану видимість і після 12 годин пошуків, «Принц Уельський» попрямував до Ісландії. В результаті запеклого бою 13 членів його екіпажу було вбито, дев'ять поранено.
У вересні 1941 року «Принц Уельський» був включений до складу З'єднання Н, яке діяло у Середземному морі. 24 вересня лінкор увійшов до складу Групи II під командуванням віцеадмірала Альбана Кертіса, до якої увійшли лінкори «Принц Уельський» і «Родні», крейсери «Кенія», «Единбург», «Шеффілд» і «Евріалус» та дванадцять есмінців. Сили забезпечували супровід операції «Гальбед», транспортний конвой з постачанням найнеобхідніших речей з Гібралтару до обложеної Мальти. 27 вересня конвой був атакований італійськими літаками, а «Принц Уельський» збив кілька з них зі 133-мм гармат. Пізніше того ж дня з'явилися повідомлення про наближення підрозділів італійського флоту. «Принц Уельський», «Родні» та авіаносець «Арк Роял» були відправлені на перехоплення, але пошуки виявилися безрезультатними. Конвой прибув на Мальту без подальших інцидентів, і «Принц Уельський» повернувся до Гібралтару, а потім попрямував до Скапа-Флоу, прибувши туди 6 жовтня.
Вже 25 жовтня «Принц Уельський» з ескортом есмінців вийшов з рідних вод і попрямував до Сінгапуру, де мав разом з лінійним крейсером «Ріпалс» і авіаносцем «Індомітебл» посилити угруповання британського флоту на Тихому океані та британського гарнізону в Сінгапурі. Однак через кілька днів «Індомітебл», вийшовши у свій перший перехід з Вест-Індії, сів на мілину на кораловому рифі неподалік від Ямайки і не зміг продовжити свій похід. На шляху до Сінгапуру «Принц Уельський» заходив у порти Фрітауна, Кейптаун, на Маврикії і Мальдівських островах. 28 листопада «Принц Уельський» прибув до Коломбо на Цейлоні, а наступного дня приєднався до «Ріпалса». 2 грудня флот пришвартувався в Сінгапурі, після чого «Принц Уельський» став флагманом З'єднання Z під командуванням адмірала сера Тома Філліпса. Доречно відмітити, що командувач Домашнього флоту, адмірал сер Джон Тові був проти відправки будь-якого з нових лінкорів типу «Кінг Джордж V» до Індійського та Тихого океанів, оскільки вважав, що вони не пристосовані для дій у тропічному кліматі.

### Бій біля Куантана
6 грудня вперше були помічені японські військові конвої. Через два дні японські літаки здійснили перший наліт на Сінгапур; хоча зенітні батареї «Принца Уельського» відкрили зенітний вогонь, вони не влучили в жодний японський літак. З Адміралтейства в Лондоні надійшов сигнал, що наказував британській ескадрі розпочати бойові дії, і того ж вечора, будучи впевненим, що присутність Королівських Повітряних сил у регіоні забезпечить захисну повітряну парасольку, адмірал Філліпс вирушив у плавання. З'єднання Z на той час складалися з лінкора «Принц Уельський», крейсера «Ріпалс», есмінців «Електра», «Експрес», «Тенедос» і австралійського «Вампір».
Метою виходу З'єднання Z визначався напад на японські транспорти в Кота-Бару, але вдень 9 грудня японський підводний човен I-65 виявив британські кораблі, а ввечері їх виявила японська повітряна розвідка. До цього часу стало зрозуміло, що підтримка винищувачів Королівських Повітряних сил не надійде. Опівночі надійшов сигнал, що японські війська висаджуються на Куантані в Малайї. Кораблі З'єднання Z були перенацілені на розвідку. О 02:11 10 грудня це флотське угруповання знову виявив японський підводний човен і о 08:00 прибули до Куантану, лише для того, щоб виявити, що повідомлення про висадку було дезінформаційною операцією.
Об 11:00 того ранку розпочалася перша японська повітряна атака. Вісім бомбардувальників типу 96 «Нелл» скинули свої бомби поблизу «Ріпалса», одна з них пройшла крізь дах ангара і вибухнула на обшивці головної палуби внизу. Друга ударна група, що складалася з сімнадцяти «Нелл», озброєних торпедами, прибула об 11:30, розділившись на два штурмові загони. «Принц Уельський» був уражений лише однією торпедою. Тим часом, «Ріпалс» уникнув семи торпед, спрямованих на нього, а також бомб, скинутих шістьма іншими «Неллами» кількома хвилинами пізніше.
Торпеда влучила в «Принц Уельський» з лівого борту, позаду башти «Y», зруйнувавши зовнішній гребний вал з цього боку і знищивши певною мірою перегородки вздовж валу аж до машинного відділення «В». Це спричинило швидке неконтрольоване затоплення і вивело з ладу всю електричну систему в задній частині корабля. Третя торпедна атака була спрямована проти «Ріпалса», і він знову уникнув жодного влучення.
Четверта атака, проведена торпедоносцями типу 1 «Бетті», набувала обертів. Одна торпеда влучила у «Ріпалс», і о 12:33 він затонув. Шість літаків з цієї хвилі також атакували «Принц Уельський», влучивши в нього трьома торпедами, завдавши подальших пошкоджень і затоплення. Нарешті, 500-кілограмова (1100 фунтів) бомба влучила в катапультну палубу «Принца Уельського», проникла на головну палубу, де вибухнула, спричинивши багато жертв. Кілька інших бомб від цієї атаки пролетіли дуже близько, вм'явши корпус, розірвавши заклепки, спричинивши розкол корпусних плит по швах і посиливши затоплення. О 13:15 було віддано наказ покинути корабель, а о 13:20 «Принц Уельський» перекинувся на лівий борт, на кілька коротких миттєвостей пролетів догори дном, а потім пішов на дно кормою; серед 327 загиблих були адмірал Філліпс і капітан Ліч.

#### Наслідки
«Принц Уельський» і «Ріпалс» стали першими капітальними кораблями, які були потоплені виключно літаками у відкритому морі (хоча і літаками наземного базування, а не авіаносними), що стало передвісником зменшення ролі цього класу кораблів у подальшій морській війні. Однак, часто вказують на те, що факторами, які сприяли потопленню «Принца Уельського», були непрацездатність його радарів поверхневого сканування у вологому тропічному кліматі, що позбавило З'єднання Z одного з найпотужніших засобів раннього попередження, а також критичні пошкодження, яких він зазнав від першої ж торпеди. Іншим фактором, що призвів до загибелі «Принца Уельського», була втрата динамо-машин, що позбавило «Принца Уельського» багатьох електричних насосів. Подальші електричні збої залишили частини корабля в повній темряві і додали труднощів ремонтникам, які намагалися протистояти затопленню.
Загибель лінкора стало предметом розслідування під головуванням судді Бакнілла, але справжні причини загибелі «Принца Уельського» були встановлені лише після війни, коли водолази обстежили уламки корабля. У звіті директора військово-морського будівництва про потоплення стверджувалося, що зенітні гармати корабля могли б завдати великих втрат ще до скидання торпед, якби не завадили успішному завершенню атаки, якби екіпажі були краще підготовлені до їх використання.